# دهه ۱۸۵۰ (میلادی)

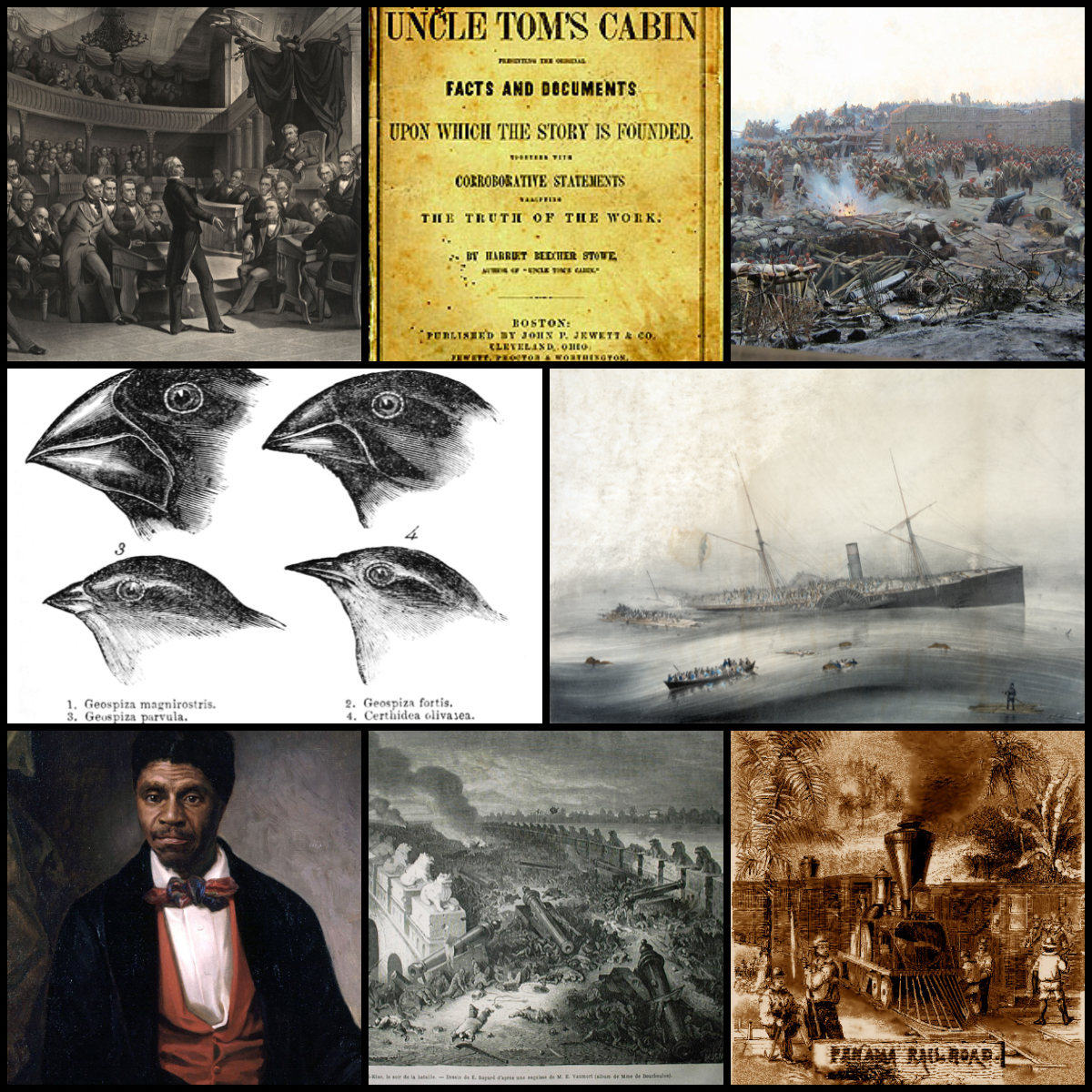

دهه ۱۸۵۰ (میلادی) دهه صد و هشتاد و پنجم تقویم میلادی است.
‎